# Конджа, Эндер
Эндер Конджа (тур. Ender Konca; род. 22 октября 1947) — турецкий футболист и футбольный тренер. Выступал на позиции нападающего. Наиболее известен по выступлениям за «Эскишехирспор», франкфуртский «Айнтрахт», «Фенербахче» и сборную Турции.

## Карьера

### Клубная
Конджа начал свою карьеру в турецком футбольном клубе «Касымпаша» в 1964 году, который выступал во второй турецкой лиге. В 1968 году Конджа перешёл в «Эскишехирспор», где он играл следующие три года. В 1971 году футболист перешёл во франкфуртский «Айнтрахт». В своём первом сезоне в немецкой Бундеслиге Конджа провёл 26 игр, в которых забил 7 голов. Однако уже в сезоне 1972/73 Конджа провёл всего 10 игр, в которых ни разу не отличился. Уже в 1973 году нападающий перешёл в турецкий «Фенербахче», где оставался вплоть до 1977 года; с этим турецким клубом Эндер Конджа дважды становился чемпионом Турции (1974 и 1975 год), также в 1974 году Конджа выигрывал Кубок Турции. В 1977 году Конджа вернулся в свой бывший клуб «Эскишехирспор», где и закончил свою карьеру игрока спустя четыре года.

### Национальная
За сборную Турции Эндер Конджа провёл 14 матчей, в которых забил 3 мяча.

## Тренерская карьера
После окончания карьеры футболиста Конджа некоторое время работал тренером, однако серьёзных успехов добиться так и не сумел. 

## Внешние ссылки
- Профиль игрока на tff.org, сайт Турецкой федерации футбола
- Профиль тренера на tff.org,сайт Турецкой федерации футбола
- Профиль на mackolik.com
- Профиль на eu-football.info
- Профиль игрока на kicker.de
- Матчи за сборную Турции